# Cenas do Casamento
Cenas do Casamento é uma série de Televisão Portuguesa, produzida pela TDN - Terra do Nunca Produções a exibir pela SIC a partir de 8 de Junho de 2009. A comédia retrata a vida de três casais.

## Enredo
Cenas do Casamento retrata o quotidiano de três casais de faixas etárias distintas e nessa medida com problemas geracionais diferentes. Os protagonistas habitam no mesmo prédio, mantendo uma relação de vizinhança entre si. Enquanto o par mais novo se confronta com o ajuste à realidade que o casamento impõe, o de meia idade atravessa crises matrimoniais e o mais velho também não está imune às vicissitudes de uma vida a dois. Em Espanha, esta comédia tem granjeado excelentes resultados a nível de audiências, na estação em que vai para o ar, a Telecinco. Curiosamente a série germinou no programa de entretenimento "Noche de fiesta" da TVE em 2002, sendo que na altura se resumia a "sketches" humorísticos. Extinto o formato, alguns dos actores transitaram para uma ficção do canal Antena 3, "La sopa boba" interpretando as mesmos personagens. Seguiu-se-lhe uma incursão pelo universo do teatro através da peça "Matrimoniadas: hasta que la muerte los separe", que permaneceu nos palcos, em digressão por todo o país, entre 2003 e 2006. Finalmente a 1 de agosto de 2007, estreou na Telecinco, já com o nome "Escenas de matrimonio". Apesar do sucesso, a série tem sido alvo de algumas críticas, e acusada nomeadamente, de veicular modelos machistas.

## Elenco
| \| Actor/Actriz \| Personagem \| \| ---------------- \| ---------- \| \| Susana Mendes \| Sónia \| \| Tobias Monteiro \| Miguel \| \| Cláudia Cadima \| Marina \| \| João Didelet \| Roberto \| \| Márcia Breia \| Graciete \| \| Octávio de Matos \| Avelino \| | - Adérito Lopes - Ana Cloe - Carlos Oliveira - Natalina José - Rita Ribeiro - Rodrigo Saraiva - Rui Mendes - Rui Mello - Rui Unas - Valéria Carvalho - Florbela Oliveira |
| Actor/Actriz | Personagem |
| Susana Mendes | Sónia |
| Tobias Monteiro | Miguel |
| Cláudia Cadima | Marina |
| João Didelet | Roberto |
| Márcia Breia | Graciete |
| Octávio de Matos | Avelino |